# Pschu

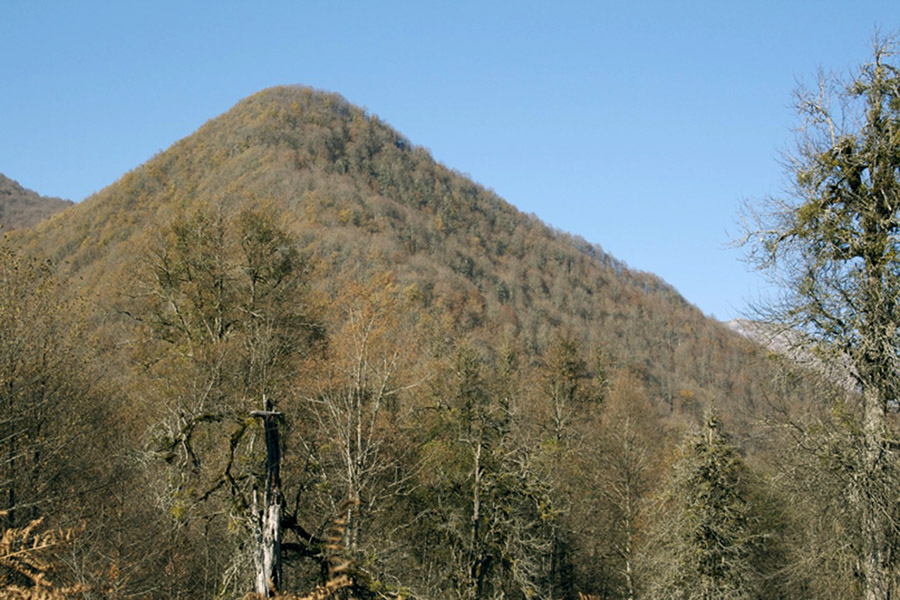
Hora Inal-Kuba nedaleko Pschu, jedno ze sedmi svatyň Abchazů

Pschu (abchazsky: Ԥсҳәы; rusky: Псху; gruzínsky: ფსხუ) je izolovaná horská vesnice ve střední Abcházii v okresu Suchumi. Podle sčítání lidu v roce 2011 zde žilo 189 obyvatel, z nichž 17 byli Abchazové (9 %) a 172 Rusové (91 %). Pschu je tedy vesnice, jež má jako jediná v celé Abcházii naprostou většinu obyvatel ruské národnosti.
Pschu se nachází v krásném a úrodném údolí v nadmořské výšce kolem 800 metrů nad mořem, sevřeném hřebeny Velkého Kavkazu ze severu a Bzybským hřbetem z ostatních stran. Jižně od vesnice protéká řeka Bzyb a v okolí též pramení několik jejích přítoků. V okolí Pschu se nachází několik pravěkých památek – dolmenů a také zřícenina zdejšího hradu.
Nedaleko vesnice na hoře Inal-Kuba se nachází jeden ze sedmi posvátných chrámů abchazského lidu.

## Historie
Pschu původně obýval kavkazský národ zvaný Abazinové, jenž byl příbuzný s Abchazy. Ti své území bedlivě střežili a Pschu tak bylo jedním z hlavních míst, které dokázaly vzdorovat Ruskému impériu při jejich postupu v obsazování Kavkazu. Pschu padlo jako jedno z posledních míst až roku 1864 a drtivá většina Abazinů se následně rozhodla uprchnout do Osmanské říše. Většina uprchlíků z Pschu však špatně snášela přímořské klima a mnozí podlehli hladu nebo malárii ještě před transportem přes Černé moře.
Pschu tak zůstalo zcela vylidněné a časem se do vesnice nastěhovaly ruské rodiny, které zde žijí dodnes. Ty si zde nechaly postavit malou vodní elektrárnu a rovnou louku za vesnicí udržují jako provizorní letiště, jež občas využívají místní obyvatelé nebo turisté k letům do Suchumi.
Na podzim 1942 bylo Pschu několik dní okupováno Wehrmachtem a stalo se tak jediným sídlem Zakavkazska, jež kdy ovládlo nacistické Německo.